# Library Genesis
Library Genesis ou LibGen é um motor (ou ferramenta) de busca de artigos científicos e livros que permite o acesso livre a conteúdos que só seriam acessíveis através de pagamentos e, também, a conteúdos que não são facilmente encontrados em formato digital.  Entre outros, esse site carrega conteúdos dos portais de informação da Elsevier e ScienceDirect. LibGen é um site de biblioteca de compartilhamento de arquivos não apenas para artigos de periódicos acadêmicos, mas também para livros de interesse geral, imagens, quadrinhos, audiolivros e revistas.

## História
Library Genesis surgiu da cultura samizdat na União Soviética. Na época, a imprensa era fortemente censurada, e os intelectuais dissidentes do governo copiavam manuscritos para a circulação underground. O samizdat foi legalizado no governo Gorbachov nos anos 80. Os computadores e digitalizadores estavam ficando mais acessíveis e havia pouco dinheiro do governo para a pesquisa, então a prática cresceu rapidamente. Nos anos 90, os voluntários fizeram centenas e milhares de edições não-coordenadas na rede russa de internet (RuNet). Bibliotecários emprestavam suas senhas de acesso para pessoas baixarem arquivos científicos da internet do ocidente e então botá-los na RuNet. No século XXI, os esforços passaram a ser coordenados e em meados 2008 a LibGen nasceu. Acabou absorvendo o conteúdo e se tornando o sucessor do library.nu, que foi desativado por uma ação legal em 2012. No mesmo ano, o catálogo do Library Genesis já era mais do que o dobro da library.nu, com 1,2 milhões de arquivos. No dia 28 de julho de 2019, a Library Genesis afirma ter mais de 2,4 milhões de livros sobre não-ficção, 80 milhões de revistas e artigos científicos, 2 milhões de histórias em quadrinhos, 2,2 milhões de livros sobre ficção e 0,4 milhões de revistas.
Em 2020, devido a um conflito interno no projeto, o fundador do libgen criou o site em outro domínio, libgen.fun. O conteúdo, além de ser diferente, é mantido em outra base de dados.

## Problemas legais

### Litigação
Em 2015, Library Genesis se envolveu em um caso judicial com Elsevier, que a acusou de quebra de direitos autorais e de permitir acesso livre a livros e periódicos. Em resposta, a Library Genesis acusou a Elsevier de lucrar em grande parte com pesquisas feitas com dinheiro público, que por sua vez deveriam ser livres para qualquer pagador de impostos.
No final de outubro de 2015, o United States District Court for the Southern District of New York ordenou que o libgen fosse desativado e o uso do domínio (libgen.org) suspenso, mas o site ainda é acessível por domínios alternativos.

### País de origem
Libgen está registrado tanto na Rússia quanto nos Países Baixos. Assim, não é claro a jurisdição sob qual ela opera.

### Bloqueios
Em 2015, o site se envolveu em um caso legal com a Elsevier, no qual LibGen é acusado de fornecer acesso pirata a artigos e livros. Relata-se que o LibGen é registrado na Rússia e em Amesterdão, deixando pouco claro qual a legislação aplicável  e se os réus irão comparecer a uma audiência nos Estados Unidos. LibGen é bloqueado por vários provedores no Reino Unido,  mas esses bloqueios de blocos baseados em DNS são aparentemente incapazes de impedir o acesso. No final de outubro de 2015, um tribunal distrital de Nova York ordenou que LibGen encerrasse e suspendesse a utilização do nome de domínio (libgen.org),  mas o site ainda é acessível através de domínios alternativos.

## Uso
Até o fim de 2014, o Sci-Hub, que provê acesso a milhões de livros e periódicos, usava a libgen como base de dados. Os periódicos requisitados pelos usuários eram buscados nos servidores da libgen e disponibilizados. Caso o periódico não estivesse disponível, o periódico é buscado por outros métodos e então disponibilizado na libgen.
Em 2019, arquivistas e ativistas pela liberdade de informação lançaram um projeto para semear e hospedar o despejo do banco de dados da libgen. shrine, o porta-voz e coordenador,  diz que o projeto é uma tentativa de criar um cartão da biblioteca para todo o mundo, e que a reação está sendo muito positiva. Em 2020, o projeto lançou uma biblioteca virtual peer-to-peer com o conteúdo do Sci-Hub e da Library Genesis interconectados pelo Sistema de Arquivos Interplanetário.